# Annegrethe Antonsen
Annegrethe Antonsen, född 25 juni 1855 i Over Baritt, Jylland, död 9 januari 1930, var en dansk skådespelare.
Antonsen debuterade 1910 i Elskovsbarnet och medverkade samma år i Et gensyn. År 1911 spelade hon i den norska filmen Dæmonen och 1912 i Pigen fra det mørke København, som blev hennes sista filmroll.

## Filmografi
- 1910 – Elskovsbarnet
- 1910 – Et gensyn
- 1911 – Dæmonen
- 1912 – Pigen fra det mørke København